# Fotballklubben Haugesund
Il Fotballklubben Haugesund, meglio noto come FK Haugesund è una squadra di calcio di Haugesund, in Norvegia.
Fondato il 28 ottobre del 1993 a seguito della fusione tra Djerv 1919 e Haugar, da allora ha militato per tre stagioni (1997, 1998 e 2000) nel massimo campionato norvegese e nel 2007 ha raggiunto la finale, persa contro il Lillestrøm, della Norgesmesterskapet. Dal 2010, è tornato nell'Eliteserien (dal 2010 denominata Tippeligaen per via della sponsorizzazione della Norsk Tipping). 
Lo Haugesund Stadion, che ospita le partite interne, ha una capacità di 8.800 spettatori.

## Organico

### Rosa 2025
Rosa aggiornata al 13 agosto 2025.
| N. |                       | Ruolo | Calciatore             |
| -- | --------------------- | ----- | ---------------------- |
| 1  | Norvegia (bandiera)   | P     | Amund Wichne           |
| 2  | Burundi (bandiera)    | D     | Claus Niyukuri         |
| 3  | Finlandia (bandiera)  | D     | Niko Hämäläinen        |
| 4  | Danimarca (bandiera)  | D     | Mikkel Fischer         |
| 5  | Norvegia (bandiera)   | D     | Ilir Kukleci           |
| 6  | Burundi (bandiera)    | C     | Parfait Bizoza         |
| 7  | Danimarca (bandiera)  | C     | Emil Rohd              |
| 8  | Finlandia (bandiera)  | C     | Pyry Hannola           |
| 10 | Norvegia (bandiera)   | C     | Troy Nyhammer          |
| 11 | Norvegia (bandiera)   | A     | Runar Espejord         |
| 12 | Norvegia (bandiera)   | P     | Einar Fauskanger       |
| 14 | Norvegia (bandiera)   | C     | Martin Samuelsen       |
| 16 | Capo Verde (bandiera) | C     | Bruno Leite            |
| 17 | Norvegia (bandiera)   | A     | Håvard Vatland Karlsen |

| N. |                           | Ruolo | Calciatore          |
| -- | ------------------------- | ----- | ------------------- |
| 18 | Norvegia (bandiera)       | D     | Vegard Solheim      |
| 20 | Burkina Faso (bandiera)   | A     | Ismaël Seone        |
| 25 | Norvegia (bandiera)       | D     | Mikkel Hope         |
| 29 | Mali (bandiera)           | A     | Sory Ibrahim Diarra |
| 30 | Costa d'Avorio (bandiera) | A     | Ismael Petcho       |
| 33 | Finlandia (bandiera)      | D     | Miika Koskela       |
| 37 | Norvegia (bandiera)       | C     | Sander Innvær       |
| 38 | Norvegia (bandiera)       | P     | Jasper Torkildsen   |
| 39 | Norvegia (bandiera)       | C     | Martin Alvsaker     |
| 40 | Norvegia (bandiera)       | C     | Almar Grindhaug     |
| 42 | Norvegia (bandiera)       | D     | Anders Bondhus      |
| 55 | Senegal (bandiera)        | D     | Madiodio Dia        |
| 66 | Costa d'Avorio (bandiera) | C     | Amidou Traoré       |

## Palmarès

### Competizioni nazionali
- 1. divisjon: 2

1999, 2009

### Altri piazzamenti
- Campionato norvegese:

Terzo posto: 2013
- Coppa di Norvegia:

Finalista: 2007, 2019
Semifinalista: 2013
- 2. divisjon:

Secondo posto: 2005 (gruppo 3)